# Morton (Washington)
Morton es una ciudad ubicada en el condado de Lewis en el estado estadounidense de Washington. En el año 2000 tenía una población de 1.045 habitantes y una densidad poblacional de 386,4 personas por km².

## Geografía
Morton se encuentra ubicada en las coordenadas 46°33′28″N 122°16′47″O / 46.55778, -122.27972.

## Demografía
Según la Oficina del Censo en 2000 los ingresos medios por hogar en la localidad eran de $31.063, y los ingresos medios por familia eran $37.054. Los hombres tenían unos ingresos medios de $36.607 frente a los $23.438 para las mujeres. La renta per cápita para la localidad era de $16.275. Alrededor del 14,0% de la población estaban por debajo del umbral de pobreza.